# Bardeliella pulchra
Bardeliella · Bardeliellidae
Famille
Genre
Espèce
Bardeliella pulchra, unique représentant du genre Bardeliella et de la famille des Bardeliellidae (parfois orthographié Bardelielidae) est une espèce de Ciliés de la classe des Colpodea et de l’ordre des Colpodida.

## Étymologie
Le nom Bardeliella est donné en l'honneur de Christian Bardele,  protozoologiste de l'université de Tübingen (Allemagne).

## Description
Wilhelm Foissner présente cette famille ainsi 

« Petits Colpodida avec une très longue polycinétie orale gauche, allant du tiers postérieur de la cellule jusqu'au pôle antérieur.

Genre type : Bardeliella Foissner, 1984. Polycinétie orale gauche en cuillère, formant avec la polycinétie droite, courbe de longueur égale à la moitié de celle de la gauche, un ensemble sigmoide.
Cytostome dans la moitié postérieure de la cellule.

Espèce type : Bardeliella pulchra Foissner, 1984. »

## Systématique
L'espèce, unique en son genre et sa famille, a été décrite par Wilhelm Foissner en 1984.